# 17579 Lewkopelew
17579 Lewkopelew (1994 TQ16) là một tiểu hành tinh vành đai chính được phát hiện ngày 5 tháng 10 năm 1994 bởi F. Borngen ở Tautenburg.